# Quaker (ciruela)
Quaker es una variedad cultivar de ciruelo (Prunus americana), de las denominadas ciruelas americanas.
una variedad de ciruela cuyo origen es de origen silvestre encontrado por Joseph Bundy de Springville (Iowa) antes de 1862. Las frutas tienen un tamaño grande, redondeado, no comprimido, mitades iguales, color de piel rojo oscuro, cubierto de gruesa pruina, y pulpa de color amarillo opaco, muy jugosa, textura ligeramente fibrosa, acuosa y fundente, y sabor dulce.

## Historia
'Quaker' es una variedad de ciruela cuyo origen es silvestre encontrado en la naturaleza por Joseph Bundy de Springville, condado de Linn (Iowa); Introducido alrededor de 1862 por H. C. Raymond, Council Bluffs (Iowa).
Ha sido descrita por : 1. Ia. Hort. Soc. Rpt. 308. 1884. 2. Waugh Plum Cult. 160. 1901.
Esta variedad de P. americana es muy satisfactoria y ampliamente plantada. El fruto de 'Quaker' es más satisfactorio que el árbol, ya que tiene una apariencia atractiva y es agradable para comer, ya sea solo o elaborado en preparados culinarios. Su principal defecto es que hace árboles de porte demasiado denso en crecimiento para hacer buenas plantas de huerto. Requiere poda y entrenamiento muy cuidadosos para mantener los árboles manejables. Esta variedad pertenece al medio oeste americano, se adapta bien al cultivo para uso doméstico en el norte del estado de Nueva York, donde hace demasiado frío para las ciruelas europeas.

## Características
'Quaker' árbol de crecimiento fuerte y saludable, más bien erguido al principio, luego se extiende, de copa baja, resistente, generalmente productivo, muy buen polinizador de otras variedades de ciruelos.
'Quaker' tiene una talla de fruto de tamaño grande, de forma redondeado, no comprimido, mitades iguales, cavidad inusualmente poco profunda, muy estrecha, con la sutura una línea borrosa, ápice redondeado; epidermis tiene piel gruesa, dura, con color rojo oscuro, cubierto de abundante pruina, puntos numerosos, grises o rojizos; Pedúnculo de longitud largo; pulpa de color amarillo opaco, muy jugosa, textura ligeramente fibrosa, acuosa y fundente, y sabor dulce, agradable.
Hueso semi adherida a la pulpa, tamaño grande, elíptico alargado, oblicua oval, aplanada.
Su tiempo de recogida de cosecha de fruta a mitad de temporada, período de maduración de duración media.

## Progenie
A partir de 'Quaker' se ha obtenido como plántula la variedad 'Hawkeye'.

## Usos
La ciruela 'Quaker' se comen crudas de fruta fresca en mesa, y valiosa para fines de preparados culinarios.